# Cerco de Elvas (1644)
Um exército espanhol, sob o comando de Carlo Andrea Caracciolo, marquês de Torrecuso, atravessou o Guadiana, com 12000 homens de infantaria, 2600 de cavalaria, 20 peças de artilharia e 2 morteiros, marchando no sentido de Campo Maior. Mandou fazer um reconhecimento à praça de Olivença, mas desistiu de a atacar, por considerá-la de pouco interesse. O exército espanhol chegou a Elvas estabelecendo o cerco. Matias de Albuquerque, Conde de Alegrete reforça a guarnição e consegue vencer os ataques dos espanhóis que acabaram por retirar oito dias depois.